# Archytas caroniensis
Archytas caroniensis är en tvåvingeart som beskrevs av Thompson 1963. Archytas caroniensis ingår i släktet Archytas och familjen parasitflugor. Inga underarter finns listade i Catalogue of Life.